# 트리니테리안 성서 공회
트리니테리안 성서 공회는 1831년 "하나님의 영감이 주시는 하나님의 영예와 그리스도에 있는 신앙을 통해 인간을 구원으로 지혜롭게 할 수 있는 성서인 성경에 의지하여 국내외에서 순환함으로써 하나님의 영광과 인간의 구원을 도모하기 위해 설립되었다.
삼위일체 성서협회 회원들은 다음 두 가지 논란으로 1804년에 설립된 영국 해외 성서 선교회로부터 분리되었다:
- 유럽에서 출판된 성경 외경에서 성서 아포크리파의 포함을 둘러싼 아포크리파 논쟁. 
학회의 장교로서 유니테리언주의를 신봉하는 사람을 포함시키고, 학회가 모든 회의를 기도로 여는 것을 거부하는 것.

그 주장은 1831년 5월 학회 연차총회에서 공개되었다. 회원들은 6대 1로 에큐메니컬 현상을 유지하도록 투표했다. 1831년 12월 7일 런던 엑서터 홀에 2천명이 넘는 사람들이 모여 트리니테리안 성서 공회를 결성하고, 삼위일체적 입장을 명시적으로 지지하고, 음란한 책들을 배척했다.